# Tothia
Tothia is een geslacht in de familie Microthyriaceae. De typesoort is Tothia fuscella.

## Soorten
Volgens Index Fungorum telt het geslacht twee soorten (peildatum september 2023):
| Soortnaam       | Auteur(s)                        | Publicatiejaar |
| --------------- | -------------------------------- | -------------- |
| Tothia fuscella | (Sacc.) Bat.                     | 1960           |
| Tothia spartii  | Qing Tian, Camporesi & K.D. Hyde | 2015           |